# Sybra longula
Sybra longula es una especie de escarabajo del género Sybra, familia Cerambycidae. Fue descrita científicamente por Breuning en 1939.
Habita en Filipinas. Esta especie mide 7 mm.